# داماسنون
داماسنون (به انگلیسی: Damascenone) با فرمول شیمیایی C۱۳H۱۸O یک ترکیب شیمیایی با شناسه پاب‌کم ۵۳۶۶۰۷۴ است؛ که جرم مولی آن ۱۹۰٫۲۸ g/mol می‌باشد.